# Salicylsäureisobutylester
Salicylsäureisobutylester oder auch Isobutylsalicylat ist der Isobutylester der Salicylsäure. Es ist eine farblose Flüssigkeit, die nach Klee riecht und nicht in Wasser und Glycerin, dafür in Ethanol und Mineralölen löslich ist.

## Darstellung
Salicylsäureisobutylester kann durch Veresterung von Salicylsäure mit Isobutanol in Anwesenheit von Schwefelsäure als Katalysator hergestellt werden.